# Salix finnmarchica
Salix finnmarchica är en videväxtart som beskrevs av Carl Ludwig von Willdenow. Salix finnmarchica ingår i släktet viden, och familjen videväxter. Inga underarter finns listade i Catalogue of Life.